# Polich Island
Polich Island (englisch; bulgarisch остров Полич ostrow Politsch) ist eine felsige, in südost-nordwestlicher Ausrichtung 250 m lange und 100 m breite Insel vor der Nordostküste der Astrolabe-Insel nordwestlich der Antarktischen Halbinsel. Sie liegt 90 m nordöstlich des Kanarata Point, 460 m nordnordwestlich von Sagita Island und 2,08 km nordnordöstlich des Drumohar Peak.
Deutsche und britische Wissenschaftler kartierten sie 1996 gemeinsam. Die bulgarische Kommission für Antarktische Geographische Namen benannte sie  2018 nach zwei Gipfeln im bulgarischen Rilagebirge.